# Chaetolonchaea brevipilosa
Chaetolonchaea brevipilosa är en tvåvingeart som beskrevs av Leander Czerny 1934. Chaetolonchaea brevipilosa ingår i släktet Chaetolonchaea och familjen stjärtflugor. Arten är reproducerande i Sverige. Inga underarter finns listade i Catalogue of Life.